# Ian Ferguson (kajakaš)
Ian Ferguson, novozelandski kajakaš, * 20. julij 1952, Taumarunui.
Ferguson je najuspešnejši novozelandski olimpijec (4 zlate in ena srebrna olimpijska medalja) in prav tako edini, ki je nastopil na petih olimpijskih igrah.